# Едвард Гранвіл Браун
Едвард Гранвіл Браун (англ. Edward Granville Browne; 1862, Глостершир, Велика Британія — 1926, Кембридж, Велика Британія) — британський письменник та сходознавець, який опублікував незліченну кількість статей і книг академічного рівня, в основному в областях історії та літератури.

## Науковий внесок

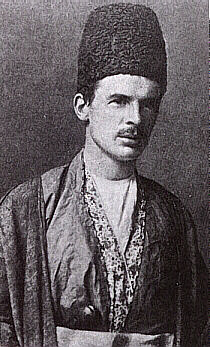
Едвард Гранвіл Браун

Його роботи цінуються за їхню академічність, унікальність і стиль, і наукова цінність його праць була визнана ще за життя.
Він публікував роботи з тих галузей наук, які у інших західних вчених в тій чи іншій мірі все ще знаходилися у стадії вивчення. Едвард Браун використовував мову і стиль, які допомагали висловлювати високу повагу, і навіть до тих, кого він особисто не розглядав в позитивному світлі. У своїй роботі «Рік серед персів» (1893) він описав найбільш трагічний образ Перського суспільства, який західні люди до того не бачили, в тому числі й була відверта розповідь про вплив опіуму. Ця робота не отримала належної уваги при першій публікації, але після смерті автора в 1926 році була перевидана і стала класикою Англійської літератури на тему подорожей. Він також опублікував перший том «Історії літератури Персії» в 1902 році з подальшими перевиданнями в 1906, 1920 і в 1924 роках. До кінця двадцятого століття згадані праці залишалася еталоном і авторитетними джерелами у цій галузі.

## Вивчення Бабітского руху
У той час, коли майже весь перський народ ставився з великою підозрою до іноземців, особливо до британців і людей російського походження, внаслідок політичних настроїв того часу, Е. Г. Браун був прихильно прийнятий місцевою публікою, оскільки там його добре знали завдяки його друкованим працям.
Більшість його публікацій стосуються Персії (нині — Іран) як в області історії, так і в галузі літератури. Найкраще він відомий своїми документальними та історичними оповіданнями про рух бабидів, прийнятими естафетою від Жозефа Артюра де Гобіно. Браун опублікував два своїх переклади історій про бабизм та описав кілька нових поглядів представників західного світу на ранню історію бабизму і бахаїзму. Його добре пам'ятають й сьогодні: на його честь названа одна з вулиць у Тегерані, на якій досі стоїть пам'ятник Брауну, що зберігся навіть після Іранської революції 1979 року.
Важливо згадати, що Е. Браун був сходознавцем, а його інтерес до бабизму був викликаний книгою Гобіно, на яку він натрапив у бібліотеці Кембриджа під час пошуку матеріалів про рух суфіїв.
Едвард Браун здійснив переклад книги «Записки Прочанина», яка була написана Абдул-Бахою, тому що він був зачарований розвитком історичних перспектив Нового Прояву, і саме тому додав до цього видання велику передмову і додатки.

## Педагогічна діяльність
У 1902 році Браун почав працювати на кафедрі Адамівського професора арабської мови в Кембриджському університеті, де він був в основному відповідальний за створення школи живих східних мов у зв'язку з навчанням державних службовців для посольств в Єгипті, Судані та Лівані.

## Нагороди та почесті
- Перський орден Лева і Сонця.[6]

## Сім'я
У 1906 році одружився. У шлюбі народилося двоє синів: Патрік і Едвард Андрю Майкл, який пізніше став знаменитим адвокатом і суддею Верховного Суду Англії.

## Друковані праці
- Browne, Edward Granville (1997). A Literary History of Persia (4 volumes). Bethesda, MD: Ibex Publishers. ISBN 0-936347-66-X.
- Browne, Edward Granville (1987). Selections from the Writings of E.G. Browne on the Bábí and Bahá'í Religions, ed. M. Momen. Oxford, UK: George Ronald. ISBN 0853982473. the Bábí and Bahá'í Religions Browne, Edward Granville (1987). Selections from the Writings of E.G. Browne on the Bábí and Bahá'í Religions, ed. M. Momen. Oxford, UK: George Ronald. ISBN 0853982473.
- Religious Systems of the World: A Contribution to the Study of Comparative Religion [Архівовано 3 березня 2016 у Wayback Machine.] (London: Swann Sonnenschein), «The Bab», by EG Browne, pp.   335.
- BÁBISM [Архівовано 3 березня 2016 у Wayback Machine.], by Edward G. Browne.
- `Abdu'l-Bahá, (Browne, E.G., Tr.) (1891). A Traveller's Narrative: Written to illustrate the episode of the Bab. Cambridge University Press. Архів оригіналу за 12 лютого 2007. Процитовано 9 листопада 2019.
- `Abdu'l-Bahá, (Browne, E.G., Tr.) (2004) [1886]. A Traveller's Narrative: Written to illustrate the episode of the Bab (вид. 2004 reprint, with translator's notes). Los Angeles, USA: Kalimát Press. ISBN 1-890688-37-1. Архів оригіналу за 2 березня 2007. Процитовано 9 листопада 2019.
- A YEAR AMONGST THE PERSIANS — IMPRESSIONS AS TO THE LIFE, CHARACTER, & THOUGHT OF THE PEOPLE OF PERSIA — Received during Twelve Months 'Residence in that Country in the Year 1887—1888.
- The Persian Revolution of 1905—1909, by Edward G. Browne, with a new introduction by Abbas Amanat in the Persia Observed series by Mage Publishers (1995, 2006)
- EG Browne. Literary History of Persia [Архівовано 27 червня 2013 у Wayback Machine.] . (Four volumes, 2,256 pages, and twenty-five years in the writing). 1998. ISBN 0-7007-0406-X
- A Summary of the Persian Bayan [Архівовано 12 квітня 2012 у Wayback Machine.] is a Section 3 (pages: 316—406) of the book "Selection from the Writings of EG Browne on the Babi and Baha'i Religions " by Moojan Momen (Oxford: George Ronald, 1987. ISBN 0-85398-247-3, ISBN 0-85398-246-5)
- "Перський Байан. [Архівовано 25 березня 2012 у Wayback Machine.] Конспект " [Архівовано 25 березня 2012 у Wayback Machine.] ("Selection from the Writings of EG Browne on the Babi and Baha'i Religions " стор. 316—406) Переклад з англійської, видавництво «Фоліант'», Казань, 2002, 2006, ISBN 5-94990-001-4, 120 с .